# GAS2L1
GAS2L1‏ (Growth arrest specific 2 like 1) هوَ بروتين يُشَفر بواسطة جين GAS2L1 في الإنسان.